# Orectognathus alligator
Orectognathus alligator é uma espécie de formiga do gênero Orectognathus, pertencente à subfamília Myrmicinae.